# Eumelea genuina
Eumelea genuina är en fjärilsart som beskrevs av Kirsch 1877. Eumelea genuina ingår i släktet Eumelea och familjen mätare. Inga underarter finns listade i Catalogue of Life.